# Championnats de Norvège de cyclo-cross
Les championnats de Norvège de cyclo-cross sont des compétitions de cyclo-cross organisées annuellement afin de décerner les titres de champion de Norvège de cyclo-cross, dans différentes catégories.

## Palmarès masculin

### Élites
| Année | Vainqueur             | Deuxième             | Troisième            |
| ----- | --------------------- | -------------------- | -------------------- |
| 2001  | Rune Høydahl          | Ole Kristian Sørland | Aslak Mørstad        |
| 2002  | Rune Høydahl          | Geir Treseng-Lien    | Jostein Hole         |
| 2014  | Morten Vaeng          | Kristoffer Wormsen   | Sondre Linstad-Hurum |
| 2015  | Fredrik Haraldseth    | Kristoffer Wormsen   | Nicolas Bourdillat   |
| 2016  | Erik Nordsæter Resell | Martin Siggerud      | Morten Vaeng         |
| 2017  | Tobias Johannessen    | Håkon Aalrust        | Fredrik Haraldseth   |
| 2018  | Tobias Johannessen    | Anders Johannessen   | Søren Wærenskjold    |
| 2019  | Søren Wærenskjold     | Tobias Johannessen   | Martin Siggerud      |
| 2020  | Pas organisé          |                      |                      |
| 2021  | Tobias Johannessen    | Mats Tubaas Glende   | Knut Røhme           |
| 2022  | Mats Tubaas Glende    | Knut Røhme           | Tobias Johannessen   |
| 2023  | Mats Tubaas Glende    | Kevin Messel         | Sebastian Veslum     |
| 2024  | Mats Tubaas Glende    | Sebastian Veslum     | Ulrik Bjune          |

### Juniors
| Année | Vainqueur             | Deuxième            | Troisième               |
| ----- | --------------------- | ------------------- | ----------------------- |
| 2002  | Christian Udgaard     | Joakim Hansen       |                         |
| 2015  | Håkon Aalrust         | Martin Siggerud     | Ludvik Holstad          |
| 2016  | Søren Wærenskjold     | Tobias Johannessen  | Mikkel Eide             |
| 2017  | Søren Wærenskjold     | Ludvig Aasheim      | Fredrik Bådstangen      |
| 2018  | Vegard Stokke         | Anton Stensby       | Andreas Hjørnevik       |
| 2019  | William Høines Larsen | William Handley     | Jon Rye-Johnsen         |
| 2020  | Pas organisé          |                     |                         |
| 2021  | Kevin Messel          | Fredrik Fjaerli     | Sebastian Veslum        |
| 2022  | Aksel Laforce         | Nichlas Øveraasen   | Jonas Kind Høydahl      |
| 2023  | Aksel Laforce         | Elias Ekroll Bjerke | Fabian Gilen Hoff       |
| 2024  | Sindre Orholm-Lønseth | Jens Aksel Jorde    | Mathias Melsom-Johansen |

## Palmarès féminin

### Élites
| Année | Vainqueur             | Deuxième              | Troisième              |
| ----- | --------------------- | --------------------- | ---------------------- |
| 2015  | Elisabeth Sveum       | Tiril Hole Morh       | Marit Sveen            |
| 2016  | Elisabeth Sveum       | Ann Iren Bjørnarå     | Susanne Andersen       |
| 2017  | Elisabeth Sveum       | Ingrid Moe            | Marit Sveen            |
| 2018  | Ingrid Moe            | Susanne Andersen      | Mari Hole Mohr         |
| 2019  | Mie Bjørndal Ottestad | Elisabeth Sveum       | Sigrid Andrea Fløgstad |
| 2021  | Mie Bjørndal Ottestad | Susanne Andersen      | Stine Borgli           |
| 2022  | Elisabeth Sveum       | Anne Dorthe Ysland    | Stine Borgli           |
| 2023  | Mie Bjørndal Ottestad | Malin Karlsen         | Oda Laforce            |
| 2024  | Oda Laforce           | Mie Bjørndal Ottestad | Lisa Kristine Jorde    |